# Neottianthe luteola
Neottianthe luteola är en orkidéart som beskrevs av Kai Yung Lang och Sing Chi Chen. Neottianthe luteola ingår i släktet Neottianthe och familjen orkidéer. Inga underarter finns listade i Catalogue of Life.